# Janvier 2005 en sport
Pour un article plus général, voir 2005 en sport.
Cette page concerne l'actualité sportive du mois de Janvier 2005

## Faits marquants

### Samedi1erjanvier
- Football américain : match incontournable de la saison universitaire le Rose Bowl Game mettait cette année aux prises l'Université du Michigan à celle du Texas. Les Texans s'imposent d'un souffle 38-37. L'homme du match est le quarterback du Texas, Vince Young, qui signe quatre touchdowns en course pour 192 yards gagnés! À la passe, 180 yards gagnés pour un autre touchdown.

### Dimanche2 janvier
- Basket-ball : quinzième journée du championnat de France. Le Mans s'impose facilement 90-79 face au Havre et conserve sa position de leader au classement général.
- Football : 
  - Loïc Amisse est démis de ses fonctions d'entraîneur du FC Nantes. Serge Le Dizet prend le relais le lendemain.
  - Publication des audiences télé en France pour l'année 2004. Cinq matches de football occupent les cinq premières places du classement, tous programmes confondus. Dans le top 10, on trouve même six matches de football (no 9 également).
- France : Canal+ annonce avoir déjà enregistré 100 000 nouveaux abonnés à la suite de l'achat en exclusivité des droits du championnat de France de football pour la période juillet 2005 - juin 2008.
- Rallye : victoire de Colin McRae sur une Nissan dans la 3e étape du Dakar 2005. Chez les motards, David Frétigné réalise également doublé en enlevant la 3e étape et en occupant la première place du classement général.

### Lundi3 janvier
- x

### Mardi4 janvier
- Hockey sur glace : le Canada remporte le championnat du monde juniors devant la Russie et la République tchèque.

### Mercredi5 janvier
- Football : après six mois poussifs passés à l'Olympique de Marseille, Bixente Lizarazu est transféré au Bayern de Munich, club dont il portait déjà les couleurs avant son passage sur la Canebière.

### Jeudi6 janvier
- x

### Vendredi7 janvier
- x

### Samedi8 janvier
- Football : surprise en Coupe de France avec l'élimination de l'Olympique de Marseille dès les 32e de finale par Angers (2-3) au Vélodrome.

### Dimanche9 janvier
- x

### Lundi10 janvier
- Football : Mehmed Baždarević est démis de ses fonctions d'entraîneur du FC Istres. Le binôme Jean-Louis Gasset / Xavier Gravelaine prend en charge l'équipe fanion.

### Mardi11 janvier
- x

### Mercredi12 janvier
- Football : transfert du Real Madrid vers le Liverpool FC de l'attaquant espagnol Fernando Morientes.

### Jeudi13 janvier
- x

### Vendredi14 janvier
- x

### Samedi15 janvier
- Football : ouverture de la Coupe d'Afrique des nations junior à Cotonou (Bénin). Huit pays y participent : 
  - Groupe A : Nigeria, Côte d’Ivoire, Mali, Bénin;
  - Groupe B : Égypte, Angola, Maroc, Lesotho.
- Snowboard : ouverture des Championnats du monde de snowboard, à Whistler Mountain (Canada).

### Dimanche16 janvier
- Rallye Paris-Dakar, (31 décembre - 16 janvier) :
  - le Français Stéphane Peterhansel s'impose en Voiture sur une Mitsubishi devant son compatriote Luc Alphand (Mitsubishi) à 27 min 14 s et l'Allemande Jutta Kleinschmidt (Volkswagen);
  - le Français Cyril Despres gagne le classement moto sur une KTM;
  - le trio russe Firdaus Kabirov, Aydar Belyaev et Andrey Mokeev s'imposent chez les Camions sur un KAMAZ.
- Rugby à XV : 
  - Coupe d'Europe : fin des phases de poules qualificatives de la Coupe d'Europe 2005. On connaît désormais le programme des quarts de finale : Stade toulousain (France) contre Northampton Saints (Angleterre) (1er avril), Leinster Rugby (Irlande) contre Leicester Tigers (Angleterre) et Stade français (France) contre Newcastle Falcons (Angleterre) le 2 avril, enfin, Biarritz olympique (France) contre Munster Rugby (Irlande) (3 février).
  - Challenge européen : après les quarts de finale à élimination directe, on connait les affiches des demi-finales : Connacht Rugby (Irlande) - Sale Sharks (Angleterre) et Section paloise (France) - CA Brive (France).
  - Bouclier européen : Worcester Rugby (Angleterre) - Leeds Tykes (Angleterre) et Aviron bayonnais (France) - FC Auch (France).

### Lundi17 janvier
- Tennis : début de l'Open d'Australie.

### Mardi18 janvier
- x

### Mercredi19 janvier
- x

### Jeudi20 janvier
- x

### Vendredi21 janvier
- Football : englué dans des problèmes financiers, le Servette de Genève obtient du tribunal de commerce un sursis qui laisse entrevoir la possibilité pour le Servette de terminer la saison en cours.

### Samedi22 janvier
- x

### Dimanche23 janvier
- Championnat du monde des rallyes 2005 : Sébastien Loeb remporte le rallye automobile Monte-Carlo pour la troisième fois consécutive.
- Football : fin de série d'invicibilité pour l'Olympique lyonnais, battu à Lille, 2-1.
- Snowboard : clôture des Championnats du monde de snowboard, à Whistler Mountain (Canada).

### Lundi24 janvier
- Football : l'entraîneur du RC Lens, Joël Muller, est remercié ; l'ex-adjoint de Muller, Francis Gillot, est nommé entraîneur.

### Mardi25 janvier
- Football : Liverpool FC se qualifie pour la finale de la Coupe de League anglaise.

### Mercredi26 janvier
- Football : 
  - Chelsea FC se qualifie pour la finale de la Coupe de League anglaise.
  - Coupe d'Afrique des nations junior : le Nigeria s'impose sur le Maroc tandis que l'Égypte bat le Bénin en demi-finale. La finale opposera donc le Nigeria et l’Égypte le samedi 29 janvier.
- Patinage artistique, Championnats d'Europe, couples : triplé russe et le titre pour Tatiana Totmianina et Maksim Marinin.

### Jeudi27 janvier
- Patinage artistique , championnats d'Europe, Individuel hommes : le russe Evgeni Plushenko enlève le titre devant le tenant du titre, le français Brian Joubert. L'Allemand Stefan Lindemann complète le podium.

### Vendredi28 janvier
- Patinage artistique, championnats d'Europe, épreuve de danse sur glace : les russes Tatiana Navka et Roman Kostomarov remportent le titre devant les Ukrainiens Olena Hrushyna et Ruslan Honcharov. Les Français Isabelle Delobel et Olivier Schoenfelder terminent troisièmes.

### Samedi29 janvier
- Football, Coupe d'Afrique des nations junior : victoire du Nigeria contre l'Égypte en finale (2-0).
- Patinage artistique, championnats d'Europe, Individuel femmes : la Russe Irina Sloutskaïa est championne d'Europe pour la sixième fois. La Finlandaise Susanna Poykio et l'Ukrainienne Elena Liashenko complètent le podium.
- Ski alpin, Super G des championnats du monde : l'Américain Bode Miller enlève le titre devant deux Autrichiens, Michael Walchhofer et Benjamin Raich.
- Tennis, Open d'Australie : l'Américaine Serena Williams s'impose sur sa compatriote Lindsay Davenport dans le tableau féminin (2-6, 6-3, 6-0).

### Dimanche30 janvier
- Cyclo-cross : le Belge Sven Nys devient champion du monde devant ses compatriotes Erwin Vervecken et Sven Vanthourenhout.
- Ski alpin, Super G féminin des championnats du monde : la Suédoise Anja Pärson championne du monde devant l'Italienne Lucia Recchia et l'Américaine Julia Mancuso.
- Sport hippique : Jag de Boullet drivé par Christophe Gallier gagne le Prix d'Amérique à l'Hippodrome de Vincennes (Paris).
- Tennis, Open d'Australie : chez les hommes, le Russe Marat Safin après avoir échoué en finale en 2004, remporte son second tournoi du grand chelem en battant Lleyton Hewitt 1-6, 6-3, 6-4, 6-4.

### Lundi31 janvier
- Football : Nicolas Anelka est transféré de Manchester City au Fenerbahce en Turquie.